# Grupo activante
En química, especialmente en química orgánica, se dice que un grupo funcional es un grupo activante o grupo activador cuando aumenta la reactividad química de la molécula hacia un tipo de reacción química particular. La expresión grupo activante suele aplicarse en química de compuestos aromáticos, en donde el grupo activante es un sustituyente del anillo que aumenta la reactividad del mismo en las reacciones de sustitución electrofílica aromática (SEAr).
Los grupos activadores modifican la reactividad de un grupo funcional al alterar la densidad electrónica de este último. Este cambio en la densidad electrónica facilita reacciones posteriores.

## Aplicaciones
Los grupos activantes encuentran diversidad de aplicaciones, especialmente cuando es necesario dirigir una reacción hacia un caso único en presencia de otros grupos funcionales sensibles. En este caso, suele usárseles junto a grupos protectores para los demás grupos funcionales. El uso de grupos activantes ha venido a revolucionar procedimientos de síntesis aplicados a la bioquímica, como la síntesis química de péptidos y la síntesis química de oligonucléotidos -fragmentos pequeños de ácidos nucleicos.

### Grupos activantes según el grupo funcional
| Grupo funcional           | Grupo activante | Agente activante | Reacción                                              |
| ------------------------- | --- | --- | ----------------------------------------------------- |
| Alcoholes -OH             | Sulfonato | Halogenuros de sulfonilo: - Cloruro de tosilo (Ts-Cl) - Cloruro de brosilo (Bs-Cl) - Cloruro de mesilo (Ms-Cl) - Cloruro de nosilo (Ns-Cl) - Cloruro de triflilo (Tf-Cl) | Sustitución nucleofílica Reacción de eliminación      |
| Alcoholes -OH             | Alquiloxifosfonio | Azodicarboxilatos: - Azodicarboxilato de dietilo (DEAD) y Ph3P - Azodicarboxilato de di-p-nitrobencilo (DNAD) y Ph3P - Azodicarboxilato de diisopropilo (DIAD) y Ph3P - Azodicarboxilato de di-p-clorobencilo (DCAD) y Ph3P - Azodicarboxilato de di-2-metoxietilo (DMEAD) y Ph3P | Reacción de Mitsunobu                                 |
| Alcoholes -OH             | Alquiloxifosfonio | Azodicarboxamidas: - N,N,N',N'-tetrametilazodicarboxamida (TMAD) y tributilfosfina (TBP) - 4,7-dimetil-4,5,6,7-tetrahidro-1,2,4,7-tetrazocin-3,8-diona y tributilfosfina (TBP) | Reacción de Mitsunobu                                 |
| Alcoholes -OH             | Alquiloxifosfonio | Alquenilfosforanos: - (cianometilen)trimetilfosforano (CMMP) - (cianometilen)tributilfosforano (CMBP) | Reacción de Mitsunobu                                 |
| Ácidos carboxílicos -COOH | Cloruro de acilo | Halogenuros de ácidos inorgánicos: - Pentacloruro de fósforo - Tricloruro de fósforo - Cloruro de tionilo | Sustitución nucleofílica acílica Adición nucleofílica |
| Ácidos carboxílicos -COOH | Adenilato de acilo | ATP |                                                       |
| Ácidos carboxílicos -COOH | bis(2-oxo-1,3-oxazolidin-3-il)fosfinato de acilo                                                                                              | 3,3'-(clorofosfindiil)dioxazolidin-2-ona |                                                       |
| Ácidos carboxílicos -COOH | carbonato de tert-butil 3-(3,4-dihidrobenzotriazin-4-on)ilo                                                                                   | |                                                       |
| Ácidos carboxílicos -COOH | Carbodiimidas: - N,N'-diciclohexilcarbodiimida (DCC) - N,N'-diisopropilcarbodiimida (DIC) - 1-etil-3-(3-dimetilaminopropil)carbodiimida (EDC) | |                                                       |
| Ácidos carboxílicos -COOH | Reactivos de Mukaiyama | |                                                       |
| Ácidos carboxílicos -COOH | 1,1-carbonildiimidazol (CDI) | |                                                       |
| Aromáticos                | Hidroxilo | | Sustitución electrofílica aromática                   |
| Aromáticos                | Alquiloxi | | Sustitución electrofílica aromática                   |
| Aromáticos                | Amino | | Sustitución electrofílica aromática                   |
| Aromáticos                | Amina sustituida | | Sustitución electrofílica aromática                   |
| Aromáticos                | Acetamido | | Sustitución electrofílica aromática                   |
| Amida α,β-insaturada      | | Derivados de triflilo: - Ácido tríflico - Anhídrido tríflico - Anhídrido tríflico y 2-cloropiridina | Adición nucleofílica                                  |
| Amida α,β-insaturada      | Cloruro de aluminio en exceso | | Adición nucleofílica                                  |
| Aldehídos                 | Enolato | Amidas: - LDA - LDA y HMPA | Adición nucleofílica conjugada                        |
| Aldehídos                 | Enolato | Organoborados: - Bu2BOTf y N,N-diisopropiletilamina - \| Cy2BCl y TEA - 9-BBN-Cl y DIPEA | Adición nucleofílica conjugada                        |

### Grupos activantes en síntesis de biopolímeros

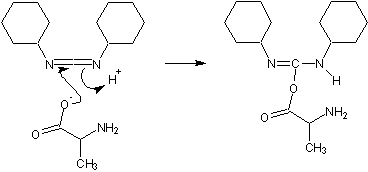
Activación del carbono carbonílico hacia el ataque nucleofílico con DCC

En la síntesis de péptidos, el grupo carboxilo de un aminoácido debe unirse con el grupo amino de otro aminoácido para formar el enlace peptídico. Pero este proceso no es muy eficiente en condiciones suaves. De ahí que se utiliza un agente activante. Se utilizan actualmente carbodiimidas, como la diciclohexilcarbodiimida (DCC) o la diisopropilcarbodiimida (DIC). que hacen que el átomo de carbono sea más susceptible al ataque nucleofílico del grupo amino, y la reacción de formación del enlace peptídico mediante una sustitución nucleofílica acílica puede hacerse mediante condiciones suaves.
En la síntesis de oligonucleótidos por el método del fosfodiéster, el grupo activante proviene de la reacción in situ del grupo hidroxilo de un nucleótido con DCC o cloruro de tosilo. En ambos casos, la base se vuelve más susceptible al ataque nucleofílico del grupo fosfato de la siguiente base, con la formación del enlace fosfatídico.

### Grupos activantes en sistemas aromáticos

Mecanismo S_{E}Ar en la anilina, que explica mediante el modelo de resonancia la propiedad activante del grupo amino, y su condición de orientador orto/para

En compuestos aromáticos, se hace énfasis en la activación del anillo aromático hacia la reacción de sustitución electrofílica aromática. Los grupos activantes son grupos funcionales liberadores de electrones, o que estabilizan al complejo sigma formado durante la reacción SEAr. En general, un grupo funcional unido a un anillo aromático es más activante mientras menor sea la electronegatividad del mismo, pero también es fuertemente influyente la capacidad del grupo funcional de formar orbitales pi de enlace con el complejo sigma aromático.
Los grupos activantes más potentes son los grupos amino primario -NH2, amino secundario -NHR, amino terciario -NR2, y el anión amida -NH-. También son fuertemente activantes los grupos hidroxilo -OH, alcoxi -OR, y el anión oxi -O-. Otros grupos activantes son el grupo acetamido, los grupos alquilo y los grupos fenilo.
Estos grupos activantes tienen el efecto contrario en la reacción de sustitución nucleofílica aromática, dificultando la reacción, por lo que se convierten entonces en grupos desactivantes. Sin embargo, al referirse a grupos activantes y compuestos aromáticos, se suele sobreentender que se refiere a activación con respecto a la reacción SEAr.